# Artena melanotica
Artena melanotica là một loài bướm đêm trong họ Erebidae.